# Thomas Henry Lister
Pour les articles homonymes, voir Thomas Lister.
Thomas Henry Lister (1800 - 5 juin 1842) est un romancier anglais et registraire général. Il est l'un des premiers auteurs du genre dit "du roman à la fourchette d'argent".

## Biographie
Il est le fils de Thomas Lister d’Armitage Park (en), dans le Staffordshire, et de sa première épouse, Harriet Anne Seale. Son grand-père maternel est John Seale. Sa demi-sœur paternelle, Adelaide Lister, épouse d'abord leur cousin, Thomas Lister, deuxième baron Ribblesdale, et ensuite John Russell 1er comte Russell. Lister fait ses études à la Westminster School et au Trinity College, à Cambridge .
Granby (1826), Herbert Lacy (1828) et Arlington (1832) comptent parmi ses romans. Granby est un des premiers exemples du roman Silver Fork et est critiqué par Sydney Smith dans le Edinburgh Review . Il est également l'auteur d'une vie de Clarendon. En 1830, il publie un article intitulé Un dialogue pour l'année 2130, qui peut être décrit comme l'un des premiers exemples de science-fiction ou d'écriture «futuriste», du type popularisé par la suite par Jules Verne et H. G. Wells. Publié dans The Keepsake, une publication littéraire annuelle, le récit évoque un monde dans lequel des hommes chassent à la machine et tirent des chevaux, tandis qu'une certaine Lady D. possède un écrivain automatique de lettres et est servie par un "porteur de vapeur". qui ouvre des portes.
En 1836, il est nommé premier registraire général d'Angleterre et pays de Galles à la tête du nouveau bureau du registre général. Il est responsable de la mise en place du système d'enregistrement civil des naissances, des décès et des mariages et de l'organisation du recensement de 1841 au Royaume-Uni. Il meurt de tuberculose en 1842 alors qu'il réside à Adelphi Terrace, à Londres .

## Vie privée
Le 6 novembre 1830, il épouse Lady Maria Theresa Lewis, fille de George Villiers  et Theresa Parker . Ils ont trois enfants:
- Thomas Villiers Lister (en) (1832-1902) diplomate[7], qui épouse Fanny Harriet Coryton et se remarie à Florence Selina Hamilton, fille du géologue William John Hamilton et de sa deuxième épouse Margaret Frances Florence Dillon[8];
- Maria Theresa Villiers Lister (décédée le 1er février 1863), qui épouse l'homme politique William Harcourt, dont elle a un fils, Lewis Harcourt, 1er vicomte Harcourt [9]
- Alice Beatrice Lister (décédée le 28 mars 1898), qui épouse Algernon Borthwick, 1er baron Glenesk, propriétaire du journal londonien The Morning Post. Elle en a une fille, Lilias Margaret Frances Borthwick (en), qui prend sa suite au Morning Post et épouse Seymour Bathurst, 7e comte Bathurst [10]